# Geschiedenis van de getijdentheorie

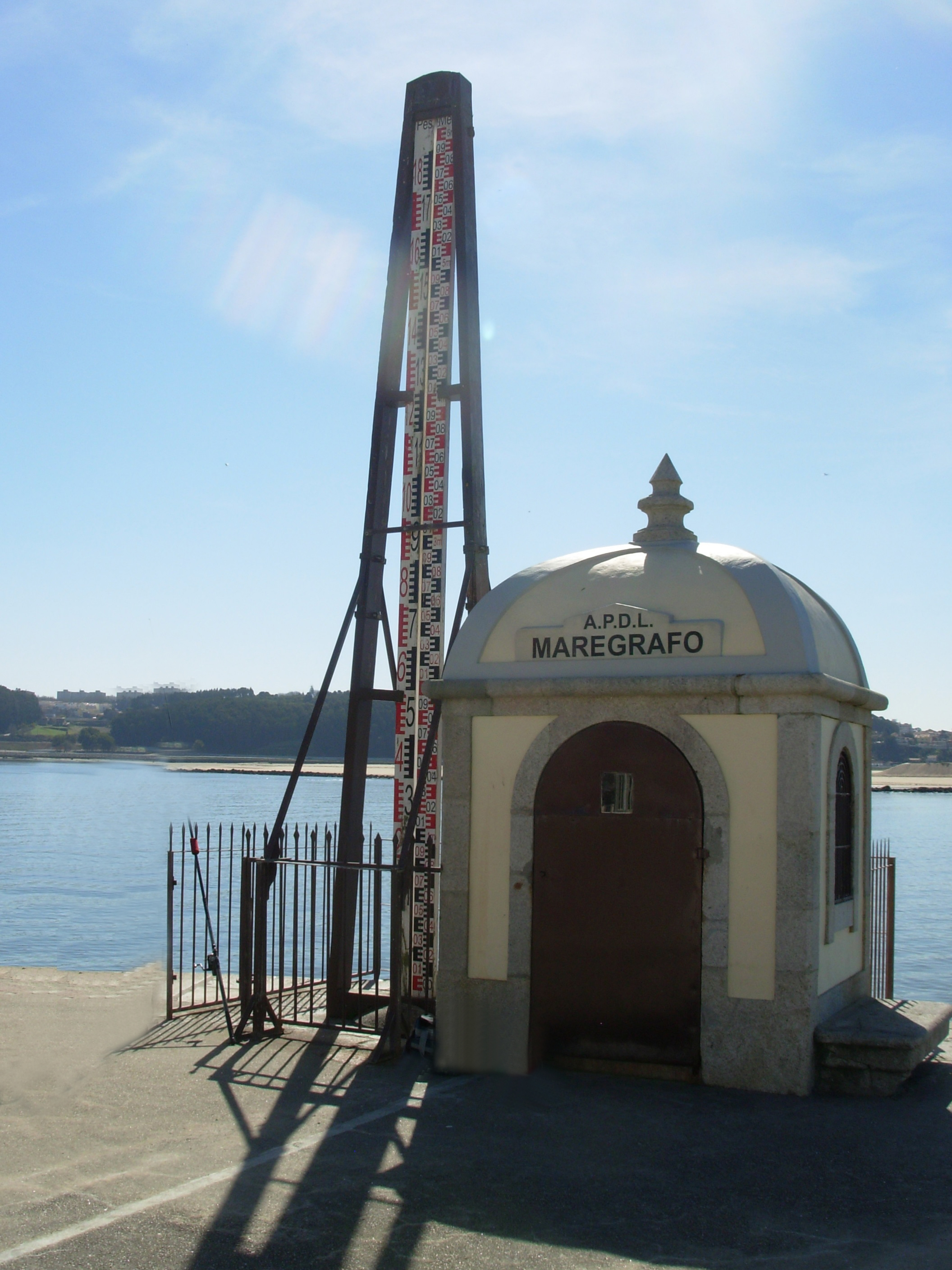
Getijhoogtemeter in Oporto

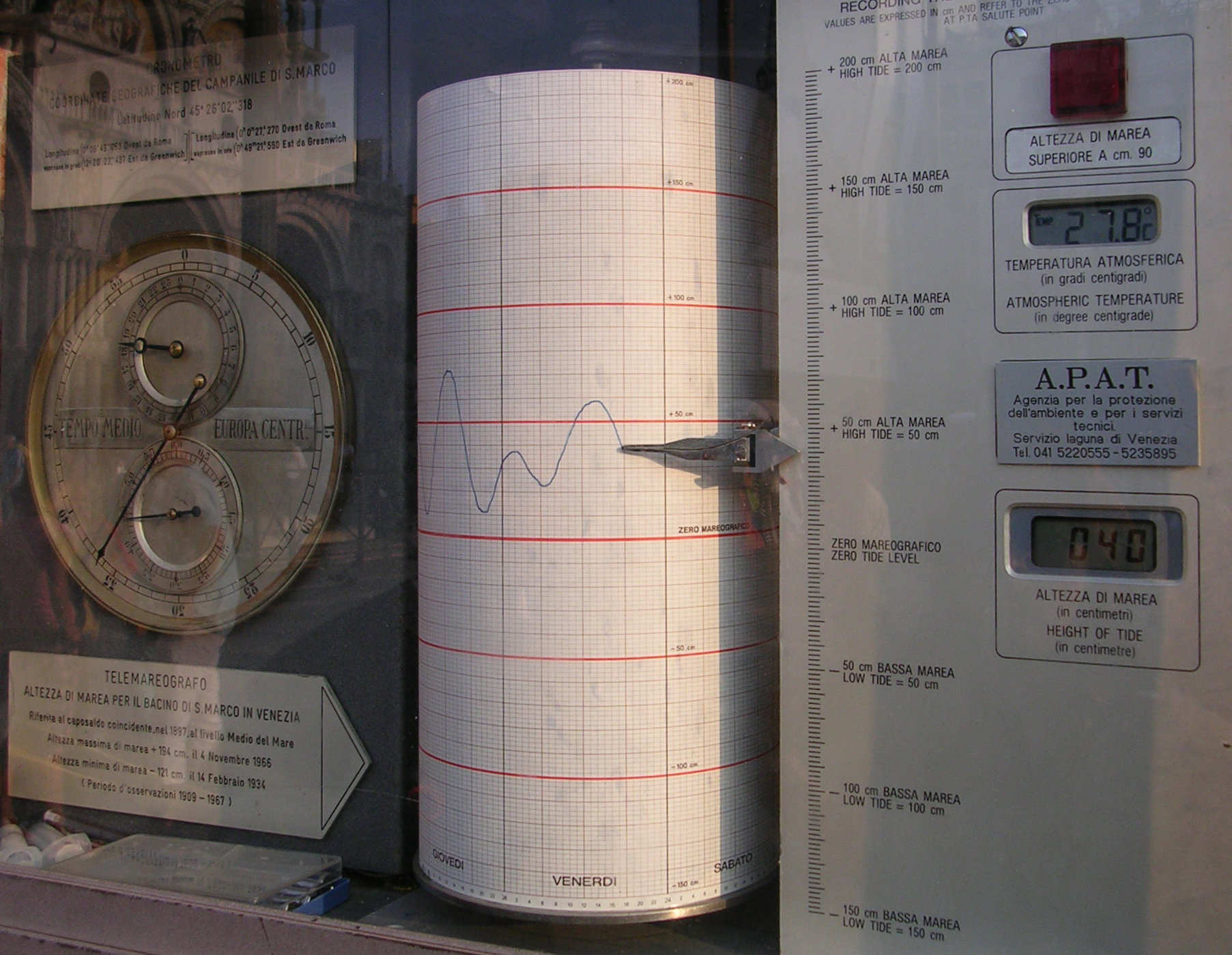
Zelfschrijvende getijhoogtemeter van het San Marcoplein in Venetië

De geschiedenis van de getijdentheorie is een onderdeel van de wetenschapsgeschiedenis. Dit deel beschrijft het ontstaan van de theorie die een verklaring geeft voor het optreden van de getijden, en die voorspellingen daarover mogelijk maakt.
Zoutwaterkusten staan onder invloed van de getijden (grote binnenzeeën als de Middellandse Zee en de Oostzee in mindere mate) en de kustbewoners hebben met het rijzen en dalen van het water, en de ermee samenhangende stromingen te maken. Voor de bereikbaarheid van havens en de bevaarbaarheid van riviermondingen maar ook vanwege het gevaar van overstromingen, is kennis over het getij van wezenlijk belang. Uit oude geschriften en overleveringen van veel kustbewonende of zeevarende naties blijkt dan ook dat er kennis over het getij werd verzameld. Al ruim vóór het begin van de christelijke jaartelling werd het verschijnsel beschreven, onder andere door Herodotus, en geprobeerd het te verklaren. De kennis uit de klassieke oudheid over het verschijnsel werd in 77 n.Chr. opgetekend door Plinius de Oudere in zijn Naturalis historia, een werk dat bewaard is gebleven. Baanbrekende bijdragen aan een verklarende theorie zijn geleverd door Isaac Newton (1687) en Pierre-Simon Laplace (1776). Daarna deden William Thomson (Lord Kelvin) (1867) en Arthur Thomas Doodson (1921) pionierswerk met betrekking tot het voorspellen van de getijden.

## Oudheid: van Pytheas tot Ptolemaeus

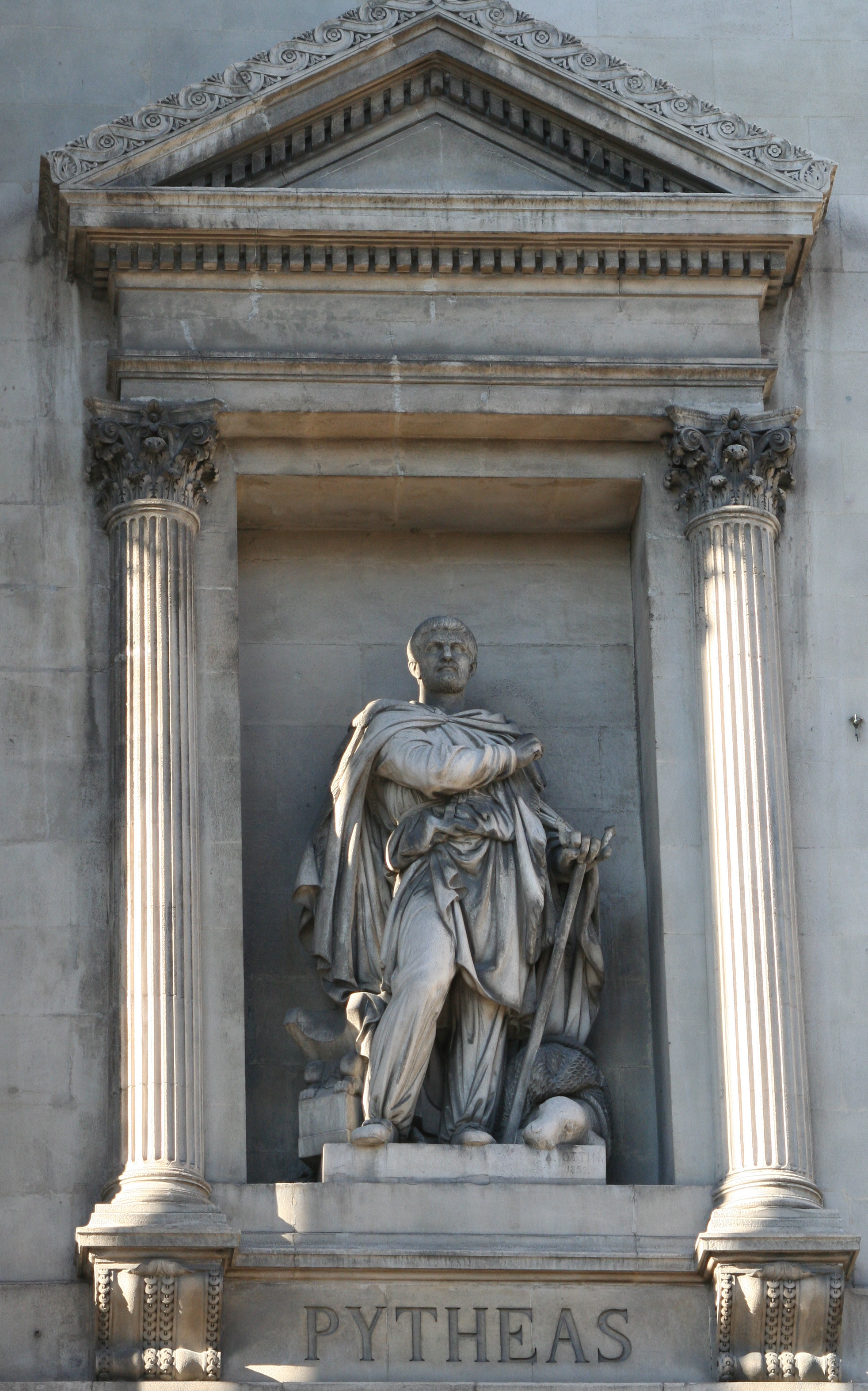
Pytheas, de eerste Griek die over getijden schreef.

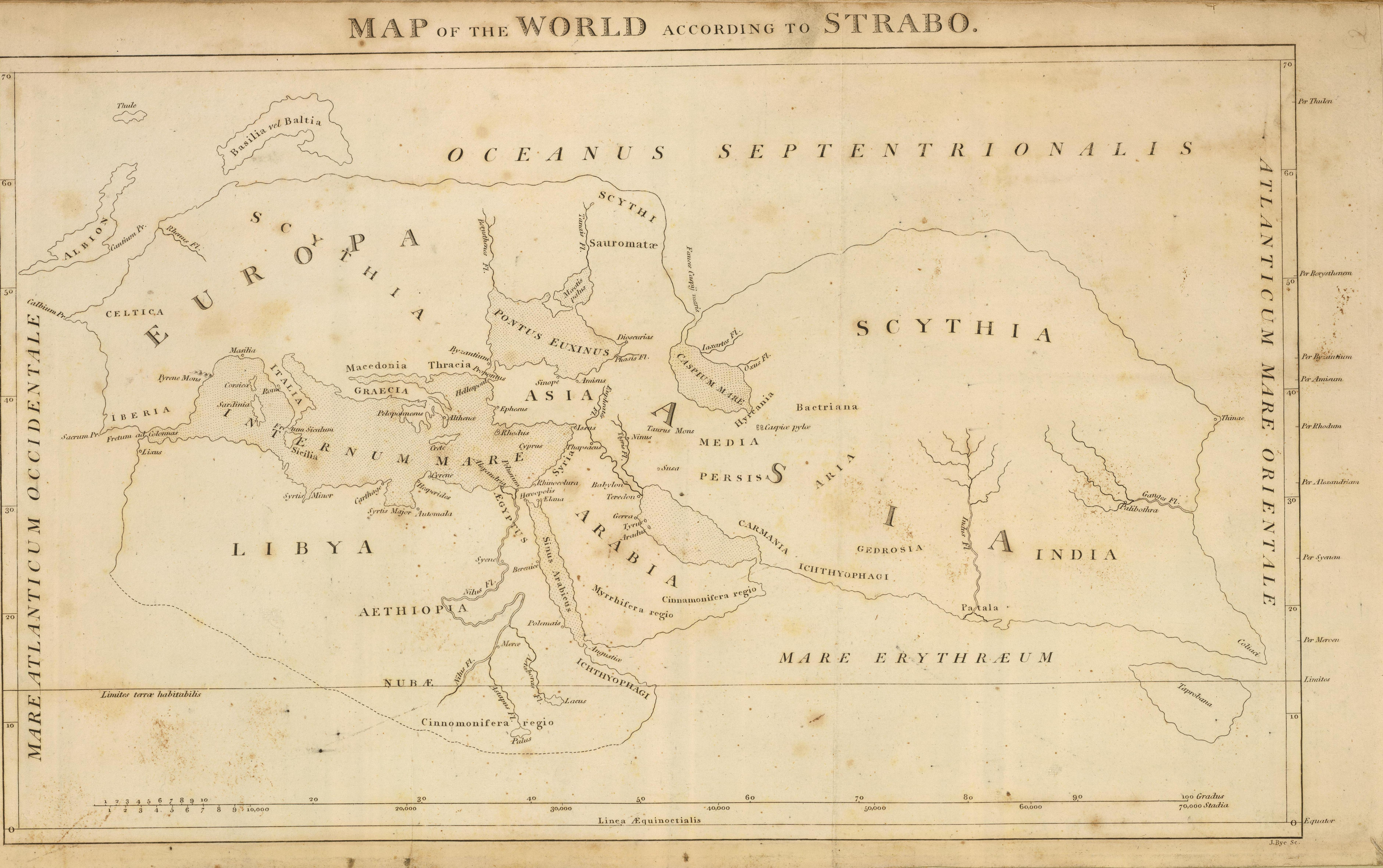
Wereldkaart volgens Strabo

De oudst bekende vondsten die erop wijzen dat mensen het getij kenden en ermee om konden gaan, zijn de restanten van een getijdendok bij Lothal aan de Golf van Khambhat, in India, daterend van ongeveer 2000 v.Chr. (Harappabeschaving) en vanaf 1958 opgegraven door Indiase archeologen.

### Eerste geschreven bronnen
Veel van onze oudste geschreven bronnen zijn afkomstig uit het gebied rondom de Middellandse Zee. Die zee zelf is een van de weinige grote wateren die nauwelijks een waarneembaar getij kennen. Door schrijvers uit dat gebied werd er dan ook maar sporadisch over het getij geschreven omdat het er bijna nergens invloed had op het dagelijks leven. Het zijn dan ook bewoners van het gebied rond de Perzische Golf en reizigers van wie de eerste beschouwingen daarover vermeld worden of bewaard zijn gebleven. De oudst bekende klassieke geschreven bron over het getij is Herodotus, die ergens tussen 450 en 420 v.Chr. in zijn Histories over het getij in de Rode Zee schreef.
De eerste van wie bekend is dat hij als ooggetuige over het getij rapporteerde was de Griekse ontdekkingsreiziger Pytheas van Massalia, die rond 325 v.Chr. vanuit Marseille naar Noord-Europa en de Britse Eilanden trok en veel per schip reisde. Hij moet ook een van de eersten zijn geweest die noteerde dat het getij samenhangt met de Maan, al is niet meer te achterhalen of hij daarbij doelde op de dagelijkse afwisseling van hoog- en laagwater of op de afwisseling van spring- en doodtij.
Volgens Strabo en Plutarchus gaf de Babylonische astronoom Seleucus van Seleucia al in de tweede eeuw v.Chr. een correcte beschrijving van het getij, met de Maan als veroorzaker ervan. Hij merkte op dat de getijden in hoogte varieerden en op verschillende momenten optraden in verschillende delen van de wereld. Volgens Strabo was Seleucus de eerste die het optreden van spring- en doodtij in verband bracht met de positie van de Maan ten opzichte van de Zon. Strabo citeerde ook uitgebreid het werk van Posidonius. Deze gaf onder andere een vrij nauwkeurige beschrijving van het getij bij Gades (= Cádiz), ook weer in connectie met de positie van de Maan en met logische verklaringen voor het optreden van spring- en doodtij maar ook voor de dagelijkse ongelijkheid.

### Samenvatting door Plinius
In 77 n.Chr vatte Plinius de Oudere de toen bestaande kennis over de getijden samen in een tamelijk nauwkeurige beschrijving. Hij noemde daarbij dat ze door zowel de Maan als de Zon worden veroorzaakt, dat het ritme ervan dat van de Maan volgt en dat ze iedere dag iets later optreden dan de dag ervoor. Hij noemde de afwisseling van springtij en doodtij, en de samenhang daarvan met de fasen van de Maan. Hij vermeldde zelfs dat de getijden sterker zijn tijdens de dag- en nachtevening, en minder sterk tijdens de zonnewendes. Voorts gaf hij aan dat er enige tijd verloopt tussen het optreden van een bepaalde maanstand en het daarbij behorende getij, "als bij bliksem en donder", en dat in Gallia het springtij volgens hem anderhalve dag na volle en nieuwe maan valt, een verschijnsel dat later weinig toepasselijk "de leeftijd van het getij" werd genoemd.

### Ptolemaeus
Claudius Ptolemaeus geniet vooral grote bekendheid vanwege het naar hem genoemde Ptolemeïsche stelsel, het geocentrische wereldmodel, opgesteld in de 2e eeuw n.Chr. Tot na de middeleeuwen was dit het gangbare model om de hemelverschijnselen te verklaren en te voorspellen. In zijn bekendste werk, de Almagest, deed hij zijn theorieën over de beweging van Zon, Maan, planeten en sterren om de Aarde uit de doeken. Aan de getijden besteedde hij daarin echter geen aandacht. Hij vermeldde ze wel in zijn Tetrabiblos. Ook Ptolemaeus noemde de Maan als belangrijkste veroorzaker van de getijden, maar in hetzelfde werk kende hij ook aan Saturnus een sterke invloed op de getijden toe. Ptolemaeus noemde het verschijnsel overigens zeer terloops en gaf er geen beschrijving van, noch deed hij een poging het te verklaren.
Reeds in de oudheid waren de verschijnselen van het getij dus tamelijk correct beschreven en was het verband met de Maan en de Zon gelegd. Voor de klassieken waren Zon en Maan goden, die hun invloed op hun eigen, goddelijke, manier lieten gelden. De vraag op welke wijze die hemellichamen het getij veroorzaakten was daarom nog vrijwel onaangeroerd gebleven. In Europa werd in de ruim 1000 jaar die op Ptolemaeus volgden nog maar sporadisch over de getijden geschreven. De monnik Bede was begin 8e eeuw waarschijnlijk de eerste die opmerkte dat hoogwater zich als een golf van noord naar zuid langs de Engelse Noordzeekust verplaatst. Andere nieuwe inzichten werden niet verworven. De bestaande kennis werd in de kloosters bewaard.

## Arabieren
Terwijl Europa nog in afwachting van de renaissance verkeerde, bouwde de 9e-eeuwse Perzische astronoom Abu Ma'shar al-Balkhi (Albumasar) voort op het werk van Seleucus. Zijn werken werden in de 12e eeuw in het Latijn vertaald en in West-Europa eerder gelezen dan de werken van Aristoteles over natuurkunde. In de 13e eeuw schreef de Arabische astronoom en geograaf Zakariya al-Qazwini het werk ʿAjā'ib al-makhlūqāt wa gharā'ib al-mawjūdāt, (vrij vertaald: Wonderen van wezens en vreemde dingen uit de natuur), waarin hij ook aandacht aan het getij besteedde. Wat beide werken gemeen hebben is dat de schrijvers proberen te verklaren hoe de hemellichamen de getijden veroorzaken. Ze beschrijven hoe het licht van Zon en Maan de wateren op de Aarde verwarmt, waardoor ze uitzetten, wat tot hoogwater leidt. Hoe het dan kan dat er ook een hoogwater optreedt aan de van het hemellichaam afgekeerde kant van de Aarde, laten ze in het midden. De ontwikkeling die ze doormaken is dat ze geen bovennatuurlijke krachten meer in het leven roepen als motor van het getij.

## Eerste getijdentabellen

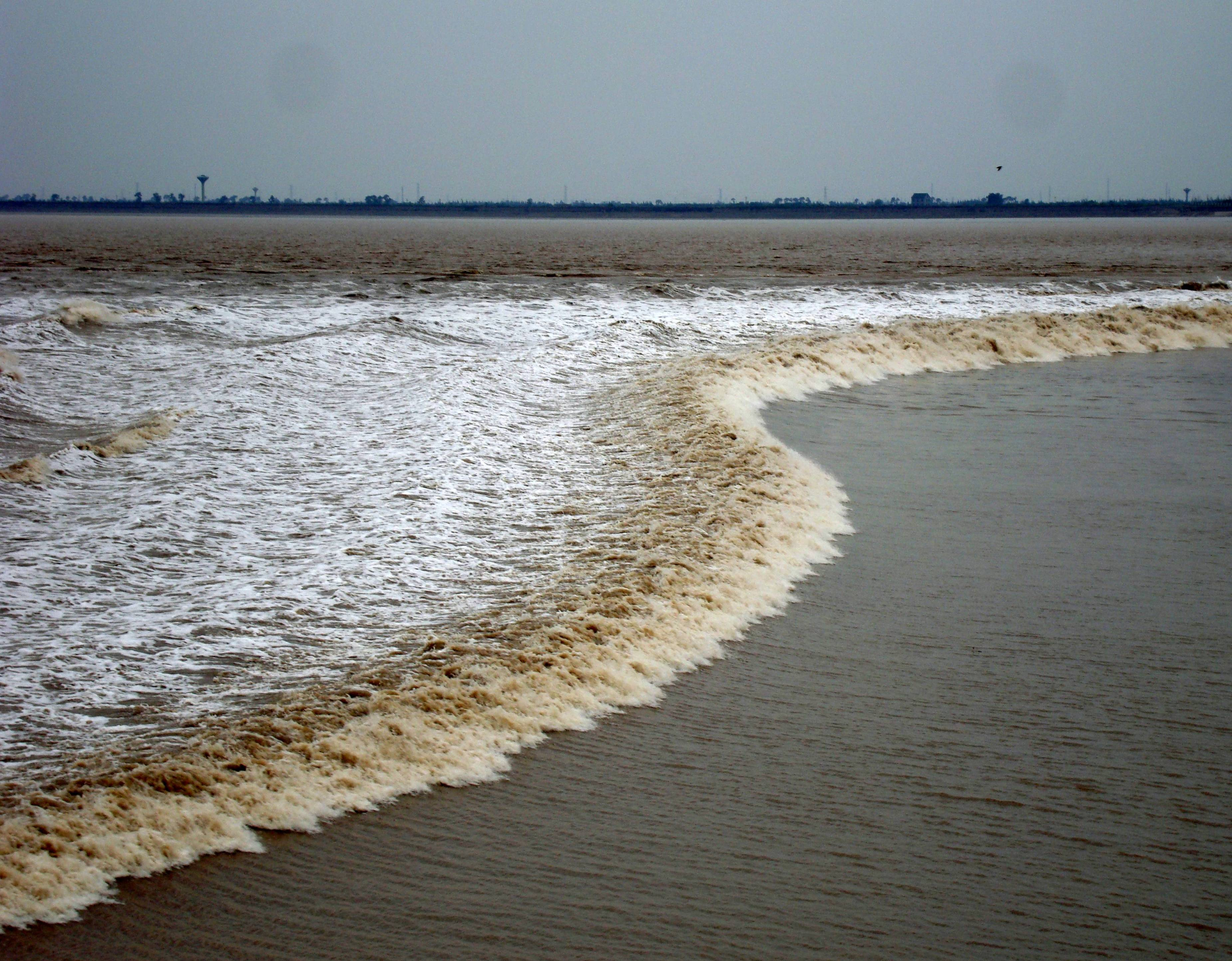
Vloedbranding op de Qiantang-rivier

Aan het eind van de twaalfde eeuw kwam er in Europa weer nieuwe belangstelling voor de getijden, wat onder meer blijkt uit de introductie van de eerste getijdentabel voor London Bridge door John of Wallingford (prior van Wallingford, later abt van St Alban, overleden 1213). Volgens zijn tabel, "flod at london brigge" viel het hoogwater bij Londen iedere dag 48 minuten later dan op de voorgaande dag, en viel het bij London Bridge tijdens nieuwe en volle maan drie uur na de doorgang van de Maan door de plaatselijke meridiaan. Sinds 1837, toen Wallingfords tabel werd herontdekt, is gedacht dat dit ook de eerste getijdentabel in de geschiedenis was. Inmiddels is duidelijk dat minstens een eeuw voordat de tabel voor London Bridge werd gepubliceerd, er in China al een tabel bestond die de vloedbranding in de Qiantang Jiang voorspelde. Die tabel wordt in China al in 1056 genoemd en wordt nu beschouwd als eerste getijdentabel.

## Vroegmoderne tijd: Cesalpino, Galilei, Descartes

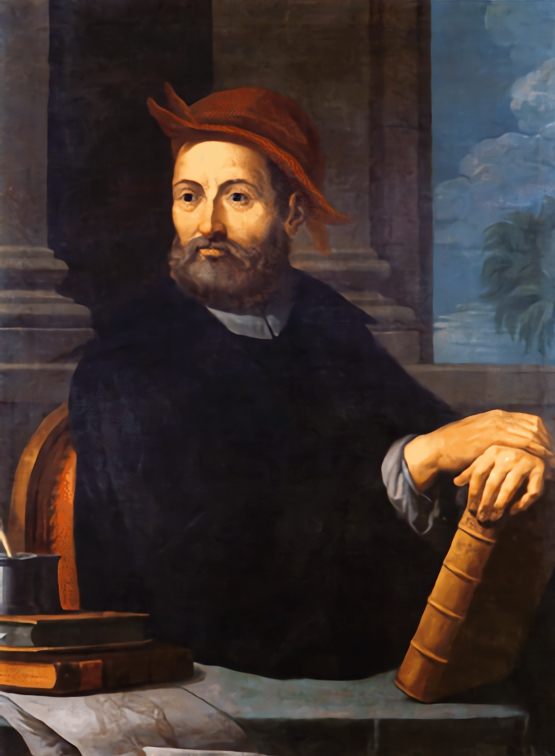
Andrea Cesalpino door Battista Ricci

### Averroïsten
Aristoteles had in de 4e eeuw v.Chr. bepaald dat de Aarde het vaste middelpunt van het heelal is en dat het firmament daar in een volmaakte cirkelbaan (homocentrische sfeer) omheen draait. Toen Ptolemaeus in de 2e eeuw het naar hem genoemde stelsel over de hemelverschijnselen opstelde, had hij in grote lijnen die opvatting gevolgd maar daar voor de verklaring van de planeetbanen het concept van epicykels aan toegevoegd. In de eeuwen daarna had het stelsel van Ptolemaeus vaste voet aan de grond gekregen. In de 14e eeuw probeerden de averroïsten het naar hun oordeel meer volmaakte concept van Aristoteles, waarbij ook de planeten perfecte cirkelbanen beschreven, opnieuw in te voeren. Daarmee maakten ze onbedoeld de weg vrij voor een discussie over de geldigheid van de ideeën van zowel Ptolemaeus als Aristoteles, en daarmee ook voor alternatieven.

### De Aarde beweegt
Albert van Helmstedt kon zo in 1368 ongestraft beweren dat het zwaartepunt van de Aarde continu van plaats veranderde, en dat hiermee de precessie van de equinoxen te verklaren was. Nicolaas van Cusa schreef in De docta ignorantia (1440) dat de Aarde niet het centrum van het universum is, en niet stilstaat. Celio Calcagnini stelde kort voor 1525 op zijn beurt een rotatie van de Aarde van west naar oost voor om de dagelijkse beweging van de sterren te verklaren. Volgens Calcagnini werd de dagelijkse rotatie van de Aarde vergezeld door een oscillatie die de precessie van de equinoxen verklaarde. Een tweede oscillatie zou de wateren van de zee in beweging zetten en eb en vloed van het getij bepalen. Die laatste hypothese inspireerde Andrea Cesalpino om in 1569 in zijn werk Peripateticarum quaestionum libri V de getijden uit de beweging van de Aarde te verklaren. Hij voegde er expliciet aan toe dat de Maan er helemaal niets mee te maken had. Wat deze theorieën gemeen hebben is dat ze niet langer uitgaan van een statisch wereldbeeld met de Aarde onbeweeglijk in het centrum.

### Galilei

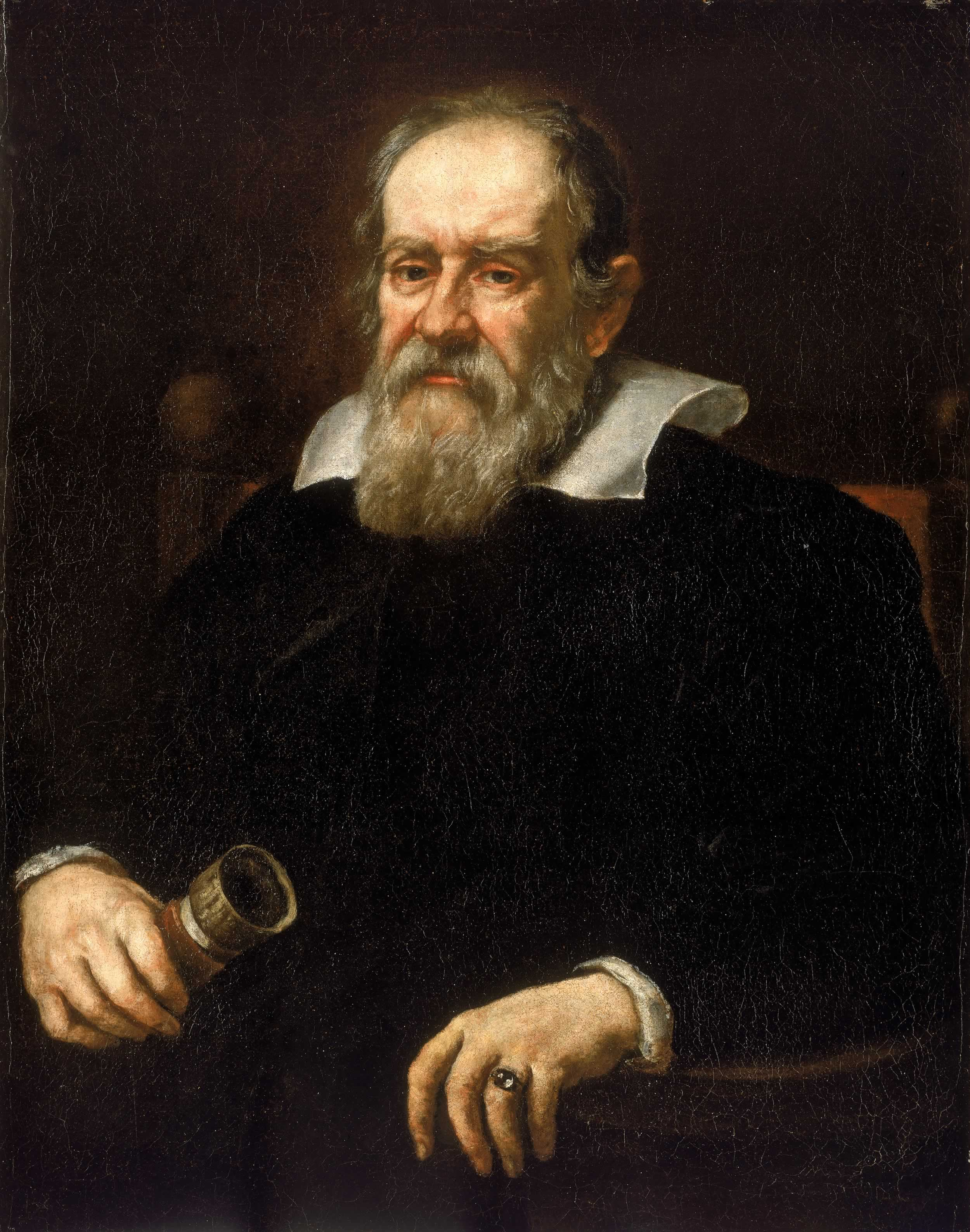
Galilei, door Justus Sustermans in 1636

In 1616 gaf Galileo Galilei in een open brief getiteld Discorso sopra il flusso e reflusso del mare (Verhandeling over de vloed en eb van de zee), gericht aan kardinaal Alessandro Orsini, een uiteenzetting met een vergelijkbare verklaring voor de getijden. Hierbij moet bedacht worden dat het niet zozeer zijn doel was om een sluitende theorie over het ontstaan van de getijden op te stellen als wel om het verschijnsel te gebruiken als het mechanisch bewijs voor de beweging van de Aarde (om de Zon). Zijn theorie herhaalde hij in 1632 in zijn Dialogo sopra i due massimi sistemi del mondo (Dialoog over de twee belangrijkste wereldstelsels). De werktitel van dat boek was zelfs Dialoguo sul flusso e il reflusso del mare (Dialoog over het opkomen en het afgaan van de zee). Galilei schreef de getijden toe aan het klotsen van het water als gevolg van het draaien van de Aarde om haar eigen as en om de Zon. De voorstelling die hij gaf was dat een punt op de aardkorst beurtelings versneld en vertraagd zou worden, als bij een trochoïde, waarbij het aan de kant van de Zon langzamer bewoog dan aan de nachtkant. Door de traagheid van massa, een concept dat Galilei zelf uitgewerkt had, zou het water daardoor afwisselend vooruit en achteruit bewegen en zo de getijden vormen. Hij gaf zelf het voorbeeld van een met water gevulde boot die eerst versneld werd en daarna vertraagd, waarbij het water in de boot eerst naar het achterschip en dan naar de boeg bewoog. Volgens deze theorie zou er maar één getijdencyclus per dag zijn. Inderdaad is er bijvoorbeeld in Venetië een (klein) getij met een sterke enkeldaagse component en Galilei wist niet of dit regel of uitzondering was. Ongeveer tezelfdertijd stelde Johannes Kepler dat de Maan het getijde veroorzaakte, waarbij hij zich baseerde op antieke waarnemingen, maar deze verklaring werd door Galilei afgewezen.

### Descartes
René Descartes meende rond 1630 dat de getijden te verklaren waren uit de stroming van de ether, waarmee men op dat moment dacht dat het heelal buiten de aardatmosfeer gevuld was. Volgens zijn theorie werd de vrije stroming van de ether belemmerd door het volume dat de Maan innam, als bij een paal die in stromend water staat. Daardoor werd de ether tussen de Maan en de Aarde iets samengeperst. Hierdoor drukte de ether de Aarde, inclusief atmosfeer en water, iets opzij, van de Maan af. Maar aan de andere kant van de Aarde gaf de ether een beetje tegendruk, zodat het direct onder de Maan en precies daar tegenover (in het nadir) laagwater werd, en hoogwater op de twee plekken die haaks op de verbindingslijn tussen Aarde en Maan stonden. Deze theorie is bekend als de vortextheorie.

### Gilberts opmaat voor Newtons werk
In 1651 verscheen postuum De mundo nostro sublunari philosophia nova (Een nieuwe filosofie over onze ondermaanse wereld) van William Gilbert, die pionierswerk had verricht aan elektriciteit en magnetisme. Gilbert had onder meer ontdekt dat de Aarde een grote magneet is. In De mundo nostro oppert hij dat de planeten in hun banen om de Zon worden gehouden door hun onderlinge magnetische aantrekking. Ook de getijden verklaarde hij door de magnetische aantrekking, tussen de Aarde en de Maan in dit geval. Hij was daarmee de eerste die één kracht aanwees die zowel de beweging van de planeten als het ontstaan van de getijden moest verklaren, en daarmee een opmaat gaf voor de eerste mijlpaal in de ontwikkeling van een verklarende theorie.

## Statische of equilibriumtheorie: Newton en Bernoulli

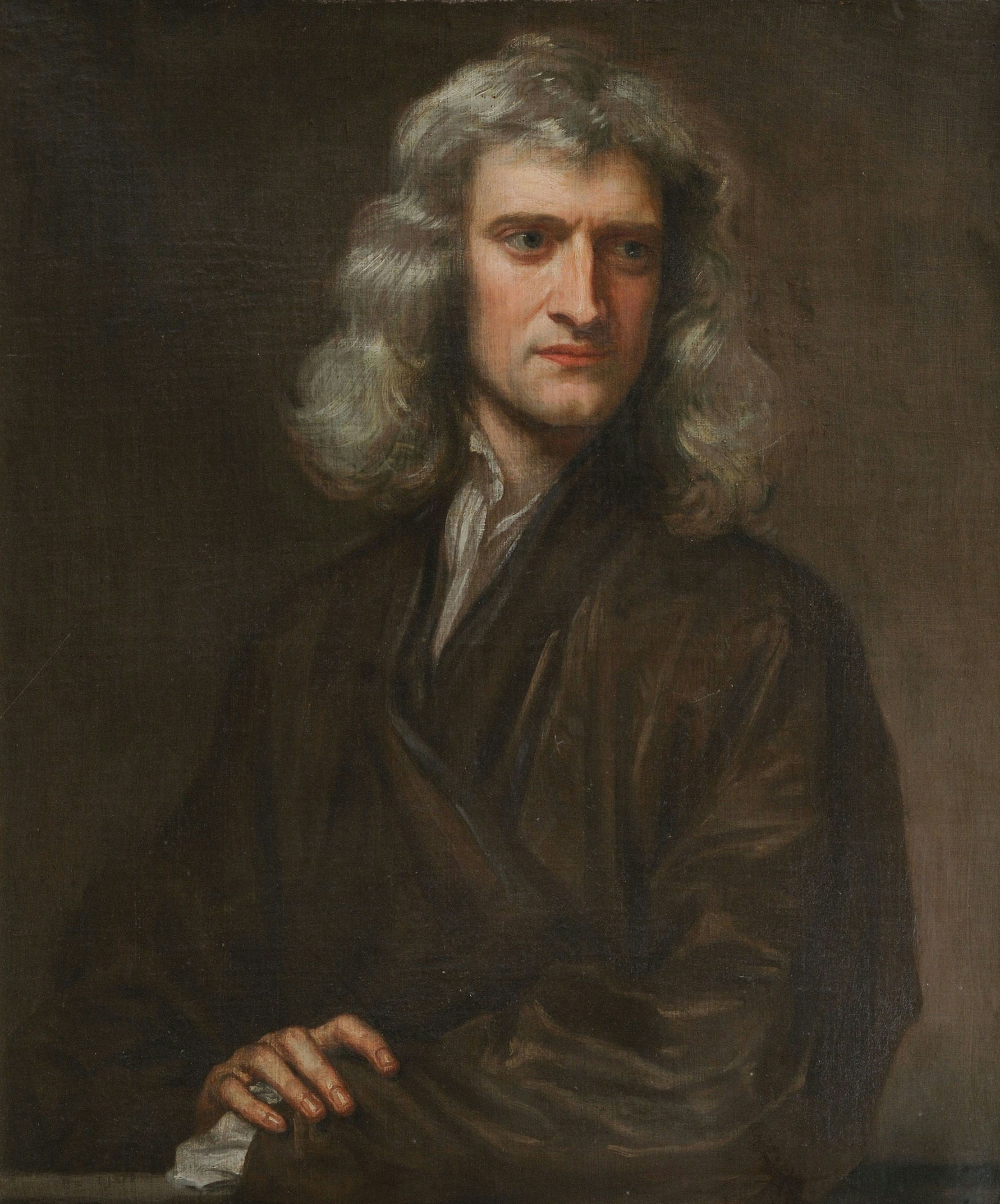
Isaac Newton op 45-jarige leeftijd, door Godfrey Kneller.

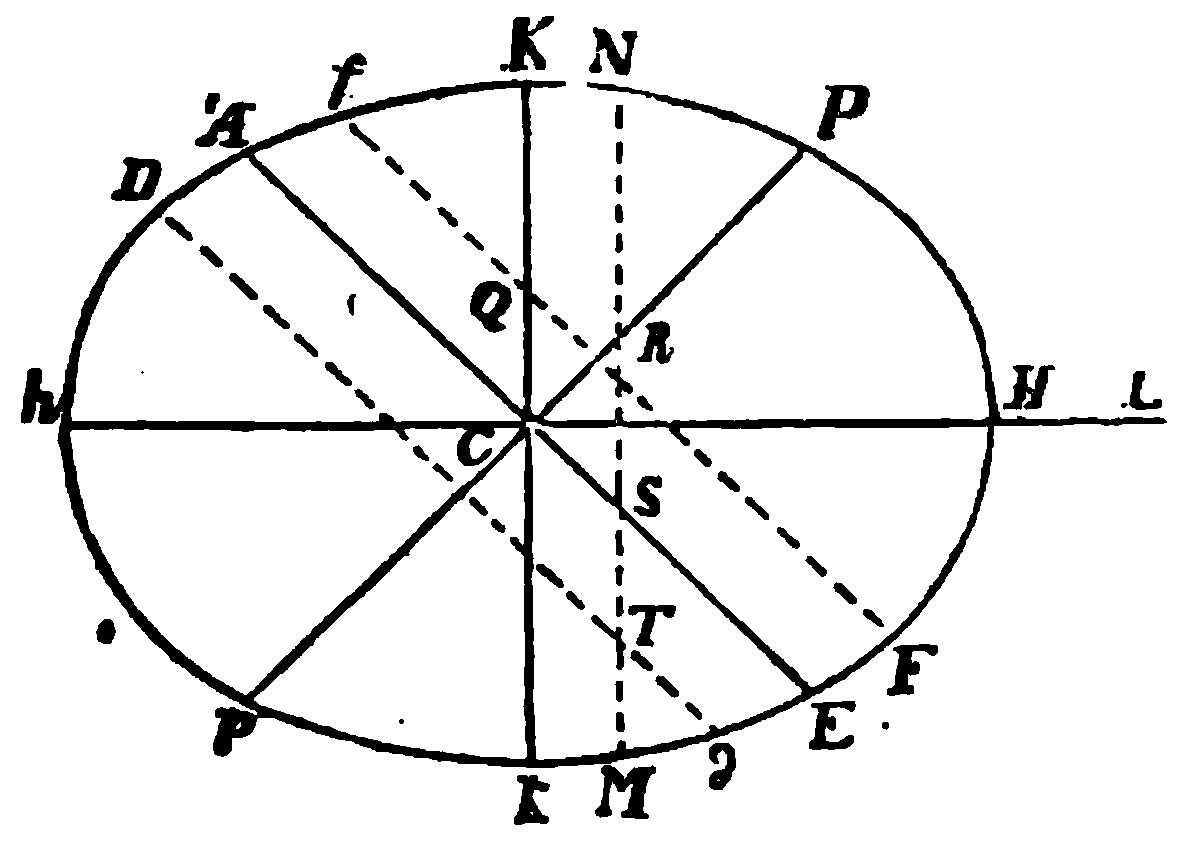
Newtons uitleg over het getij, Principia Liber III, Propositio XXIV, Theorema XIX

### Newtons Principia
De eerste die het getij verklaarde met behulp van de zwaartekracht, was in 1687 Newton, in de eerste druk van de Principia. Newton zag in dat de zwaartekracht van de Maan en de Zon afnam naarmate de afstand tot die hemellichamen groter werd. Hij betoogde dat de verschillen in aantrekkingskracht, die punten op de Aarde op verschillende afstanden van de Zon en de Maan ondervinden, de oorzaak van de getijden moeten zijn en stelde naar aanleiding daarvan een beschrijving van de getijdenkracht op. Hij gaf daarbij aan hoe de verschillende variaties in de grootte van de kracht samenhangen met de fasen van de Maan, met de ellipticiteit van de baan van de Maan en van de schijnbare baan van de Zon, en met de declinatie van beide hemellichamen. Hij beschreef ook het getij zoals dat zich in werkelijkheid voordoet in de Atlantische en Grote Oceaan, voor zover aan hem bekend, en verklaarde de vertraging waarmee het getij op sommige plaatsen optreedt ten opzichte van zijn theoretisch getij, met de passage van de getijgolf door nauwe zeestraten of ondiepe zeeën. Uitsluitend bij zijn verklaring van de dagelijkse ongelijkheid schreef hij over een Aarde die helemaal met water bedekt was, wat dus niet in overeenstemming was met de realiteit. Eerder, in boek 1, bij de bespreking van de effecten die de zwaartekracht van een hemellichaam op een ander hemellichaam heeft, had hij een ander gedachtenexperiment gedaan, waarbij hij zich een imaginair met water gevuld kanaal voorstelde, dat een van de twee lichamen helemaal omspande. Hij beschreef hoe het water in dat kanaal ging bewegen als gevolg van de getijdenkracht, veroorzaakt door het andere lichaam, waarbij hij er wel rekening mee hield dat het water, als gevolg van de wrijving, vertraagd werd. Dit laatste is veelbetekenend omdat aan Newton vaak de evenwichtstheorie van het getij wordt toegeschreven, maar die theorie gaat ervan uit dat de hele Aarde met water bedekt is en dat het water zich wrijvingsloos beweegt. Daarvan is in de Principia nergens sprake.

### De prijsvraag van 1738 van Parijs
Nadat Newton zijn beschrijving van de getijdenkracht had gegeven en had laten zien dat het water op de Aarde zich ongeveer zo gedroeg als op grond van zijn theorie verwacht kon worden, liet hij het onderwerp verder rusten. Veel details bleven daarmee nog onverklaard en de theorie was in te algemene termen gesteld om er betrouwbare voorspellingen over het lokale getij mee te kunnen doen. In 1738 schreef de Académie Royale des Sciences, in Parijs, een prijsvraag uit voor het jaar 1740 voor het beste essay over Le flux et le réflux de la mer (een "theorie van het getij"). In 1740 wees de jury vier prijswinnaars aan: Antoine Cavalleri, Colin Maclaurin, Leonhard Euler en Daniel Bernoulli. Cavalleri deed een laatste poging om de vortextheorie van Descartes nieuw leven in te blazen maar kreeg geen navolging meer. Maclaurin leverde het wiskundig bewijs voor Newtons aanname dat de vorm van de Aarde onder invloed van een externe aantrekkende kracht in een evenwichtssituatie een langgerekte ellipsoïde is waarvan de lange as naar het aantrekkende lichaam is gericht. Euler liet in zijn essay zien dat de belangrijkste bijdrage aan de getijdenbeweging wordt geleverd door de horizontale component van de kracht, en niet door de verticale, zoals Newton stelde.

### Evenwichtstheorie van Bernoulli
De meeste aandacht kreeg naderhand de bijdrage van Bernoulli. Hij was degene die van Newtons getij het evenwichtsgetij maakte. In zijn essay stelde hij dat hij ervan uitging dat (1) de Aarde in rust was, en dat de Zon en de Maan eromheen draaiden, (2) de effecten van de rotatie van de Aarde buiten beschouwing konden worden gelaten, (3) de oceanen de hele Aarde bedekten, en (4) de traagheidseffecten van de getijdenbeweging verwaarloosd konden worden. Bernoulli versimpelde daarmee het probleem van (de verklaring van) de getijden door te veronderstellen dat de hele Aarde met water bedekt was en aan te nemen dat op ieder moment de vorm van het wateroppervlak in evenwicht was met de krachten die erop werken, te weten de gravitatie van de Aarde zelf en de gravitatie van de lichamen die door hun massa en nabijheid een merkbare zwaartekracht op de Aarde uitoefenen. Hij behandelde het probleem van het getij daarmee als een probleem van water in rust, met een (vaste) Aarde die daar onderdoor draait. Hij maakte er, met andere woorden, een statisch probleem van. Vandaar dat deze theorie de evenwichtstheorie wordt genoemd of ook wel een statische theorie. Een dynamische theorie, die meer met de realiteit in overeenstemming was, liet nog 35 jaar op zich wachten.

## Dynamische theorie: Laplace

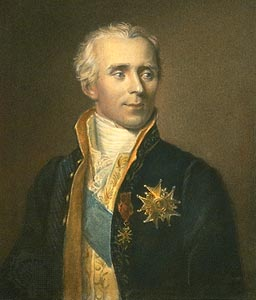
Pierre-Simon Laplace

De Fransman Pierre-Simon Laplace vergeleek de berekeningen van de equilibriumtheorie van Bernoulli met de werkelijke getijden in Brest en constateerde dat de amplitude van het daar optredende getijde een factor 16 verschilde met de uitkomst van de berekeningen. In 1776 stelde hij, met behulp van Newtons gravitatietheorie, als eerste een dynamische theorie van het getij op. Laplace zag onder meer in dat een periodiek optredende kracht een als gevolg van die kracht optredende schommelbeweging in de loop der tijd kon versterken. Zijn theorie verklaarde de grote getijverschillen die optreden als de periode van de kracht in de buurt lag van een "natuurlijke periode" van het water zelf.
Anders dan Newton, die het getij vooral met woorden beschreef, aangevuld met illustraties voor de afleiding van de krachten, beschreef Laplace het getij op een wiskundige manier, met een set vergelijkingen die in principe opgelost kunnen worden. Zijn vergelijkingen waren, zeker in die tijd, te ingewikkeld om ook daadwerkelijk opgelost te worden, maar zijn wiskundige benadering leverde meer op dan alleen de principiële mogelijkheid van een oplossing. Zo leverde het uitschrijven van de vergelijkingen op dat het krachtenveld is te ontleden in afzonderlijke componenten, ieder met een eigen periode. Laplace erkende dit zelf al, en noemde de componenten met vergelijkbare periodes (in de orde van een dag, een halve dag etc.) de espèces (soorten). Deze indeling wordt tot op de dag van vandaag, onder verschillende namen, nog gebruikt. De theorie van Laplace opende de mogelijkheid voor andere onderzoekers om speciale gevallen te gaan bestuderen. Een van hen was George Biddell Airy, die de getijdenbeweging in een (denkbeeldig) kanaal onderzocht. Uiteindelijk leidde dit tot een beter begrip van het getij in de Atlantische Oceaan, die als een zeer breed kanaal opgevat kan worden. Airy ontdekte ook dat bij getijgolven met relatief grote amplitude, de golftop zich sneller beweegt dan het golfdal, en dat dit de oorzaak is voor het ontstaan van periodieke componenten met een hogere frequentie, de zogenaamde boventonen van het getij. Hiermee is onder andere het sterk van een sinusvorm afwijkende getij in ondiepe zeeën als de Noordzee te verklaren.

## Getijdenanalyse en voorspelling: Kelvin, Darwin, Doodson

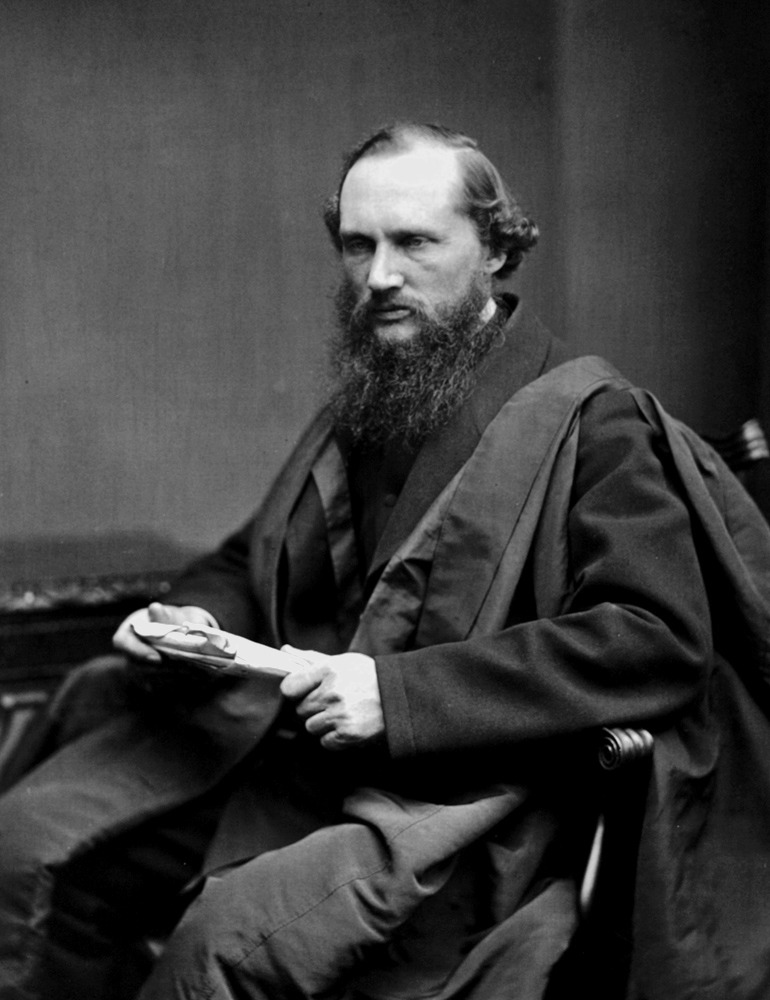
William Thomson, rond 40 jaar oud

Onder invloed en op aandringen van wetenschappers als Edmond Halley, Jacques Cassini, Jérôme Lalande en Laplace, was het waarnemen en vastleggen van metingen aan het getij in de achttiende eeuw in Europa goed op gang gekomen. Er ontstonden zo langjarige meetreeksen, waarin op een vaste plek de hoogte en het tijdstip van hoogwater, en soms ook laagwater, waren bijgehouden. Van Bristol, Greenwich, Brest, Le Havre, Duinkerke en Liverpool waren nu lange meetreeksen beschikbaar, die zich goed leenden voor een analyse van de door Laplace ontdekte periodieke componenten. Die analyse was mogelijk geworden door de ontwikkeling in 1822 van de fourieranalyse, in de Angelsaksische wereld bekend als harmonic analysis. De gedachte was dat het mogelijk moest zijn voorspellingen over het getij te doen door de periodieke componenten uit oude reeksen gegevens te isoleren en die vervolgens in de toekomst door te trekken.
De eerste die zich intensief met deze systematische analyse en het voorspellen van het getij bezighield was William Thomson (Lord Kelvin). Hij ontwierp rond 1867 de methode van de "reductie van het getij door harmonische analyse". In 1868 stelde hij een rapport op om te bevorderen dat de methode op grote schaal zou worden toegepast voor het analyseren en voorspellen van het getij in belangrijke havens. Een minder theoretische bijdrage, maar wel een met langdurige invloed, leverde Thomson toen hij de belangrijkste harmonische componenten een lettercode gaf. Zo noemde hij het dubbeldaags hoofdgetij van de Maan "M". De twee harmonische componenten die de grootste variatie in het maansgetij verklaren, kende hij de letters toe die om de "m" heen staan: "L" en "N" (zie verder Partiële getijden).
Thomsons theorie werd verder uitgewerkt en gepreciseerd door George Howard Darwin. Darwin, die bij het getij betrokken was geraakt vanwege zijn interesse in de precieze baan van de Maan, kon veel van de recente theorie over de exacte baan en positie van dat hemellichaam in zijn theorethische benadering van het getij verwerken. Een wezenlijke bijdrage van hem aan de theorie zijn de formules die aangeven hoe de periodieke componenten van het getij samenhangen met de inclinatie van de baan van de Maan ten opzichte van het vlak van de evenaar. Die afhankelijkheid is bekend als de 18.6-jarige cyclus van het getij. Darwin gaf verder de door Thomson geïntroduceerde lettercodes voor de periodieke componenten een subscript dat hun hoofdgroep aangaf: subscript "2" voor dubbeldaags bijvoorbeeld, waarmee het hoofdgetij van de Maan de code "M2" kreeg, waaronder het ook vandaag de dag nog bekend is.
In 1921 publiceerde Arthur Thomas Doodson een artikel over de analyse van de getijden, waarin voor het eerst de getijverwekkende kracht volledig werd beschreven met behulp van zuiver harmonische componenten. Doodson kon dat doen nadat hij een uiterst zorgvuldige analyse had gemaakt van de voorspelde waarden van het getij (in Liverpool) en de werkelijk optredende hoogtes en tijdstippen. In plaats van de tot dan toe gebruikte ongeveer 40 beschreven componenten, onderscheidde hij er 388. Daarbij bedacht hij een praktische methode om de verschillende componenten te kunnen benoemen. Zijn systeem van codering is bekend als de Doodson numbers (zie verder Partiële getijden).